# Chirbat Kumbaza
Chirbat Kumbaza (arab. ‏خربة قمبازة‎) – nieistniejąca już arabska wieś, która była położona w Dystrykcie Hajfy w Mandacie Palestyny. Wieś została wyludniona i zniszczona podczas I wojny izraelsko-arabskiej, po ataku sił żydowskiej organizacji paramilitarnej Hagana w dniu 15 maja 1948.

## Położenie
Chirbat Kumbaza leżała w południowo-wschodniej części masywu góry Karmel, w odległości 21,5 kilometrów na południe od miasta Hajfa i 11 kilometrów od wybrzeża Morza Śródziemnego.

## Historia
W okresie panowania Brytyjczyków Chirbat Kumbaza była dużą wsią.
Na samym początku I wojny izraelsko-arabskiej siły żydowskiej organizacji paramilitarnej Hagana Chirbat Kumbaza. Wysiedlono wówczas wszystkich jej mieszkańców, a domy wyburzono.

## Miejsce obecnie
W miejscu wioski Chirbat Kumbaza powstał poligon Sił Obronnych Izraela.
Palestyński historyk Walid Chalidi, tak opisał pozostałości wioski Chirbat Kumbaza:
„Cały obszar jest zarezerwowany dla szkoleń wojskowych”.